# Härkmeri
Härkmeri är en by i Kristinestads kommun i Österbotten i Finland. Härkmeri har en skola som har omkring 30 elever. Skolan har 3 lärare. I Härkmeri finns en ungdomslokal och en paviljong.